# Hemeroblemma acronias
Hemeroblemma acronias är en fjärilsart som beskrevs av Jacob Hübner 1825. Hemeroblemma acronias ingår i släktet Hemeroblemma och familjen nattflyn. Inga underarter finns listade i Catalogue of Life.